# 里约 (滨海塞纳省)
里约（法語：Rieux，法語發音：[ʁijø] ⓘ）是法国滨海塞纳省的一个市镇，属于迪耶普区。

## 地理
里约（49°56'7"N, 1°34'52"E）面积7.09 平方千米，位于法国诺曼底大区滨海塞纳省，该省份为法国北部沿海省份，其西部及北部濒大西洋英吉利海峡，东起顺时针与索姆省、瓦兹省、厄尔省和卡爾瓦多斯省接壤。
与里约接壤的市镇（或旧市镇、城区）包括：布雷勒河畔布朗日、当库尔、蒙绍-索朗。

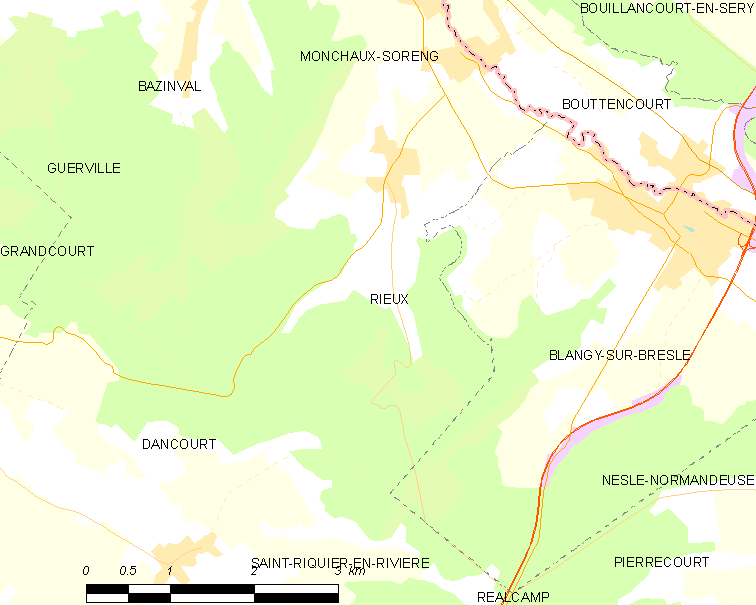
的OSM定位图

里约的时区为UTC+01:00、UTC+02:00（夏令时）。

## 行政
里约的邮政编码为76340，INSEE市镇编码为76528。

## 政治
里约所属的省级选区为厄镇县。

## 人口

1962-2008年间人口变化图示

里约于2022年1月1日时的人口数量为593人。